# جهان قدیم

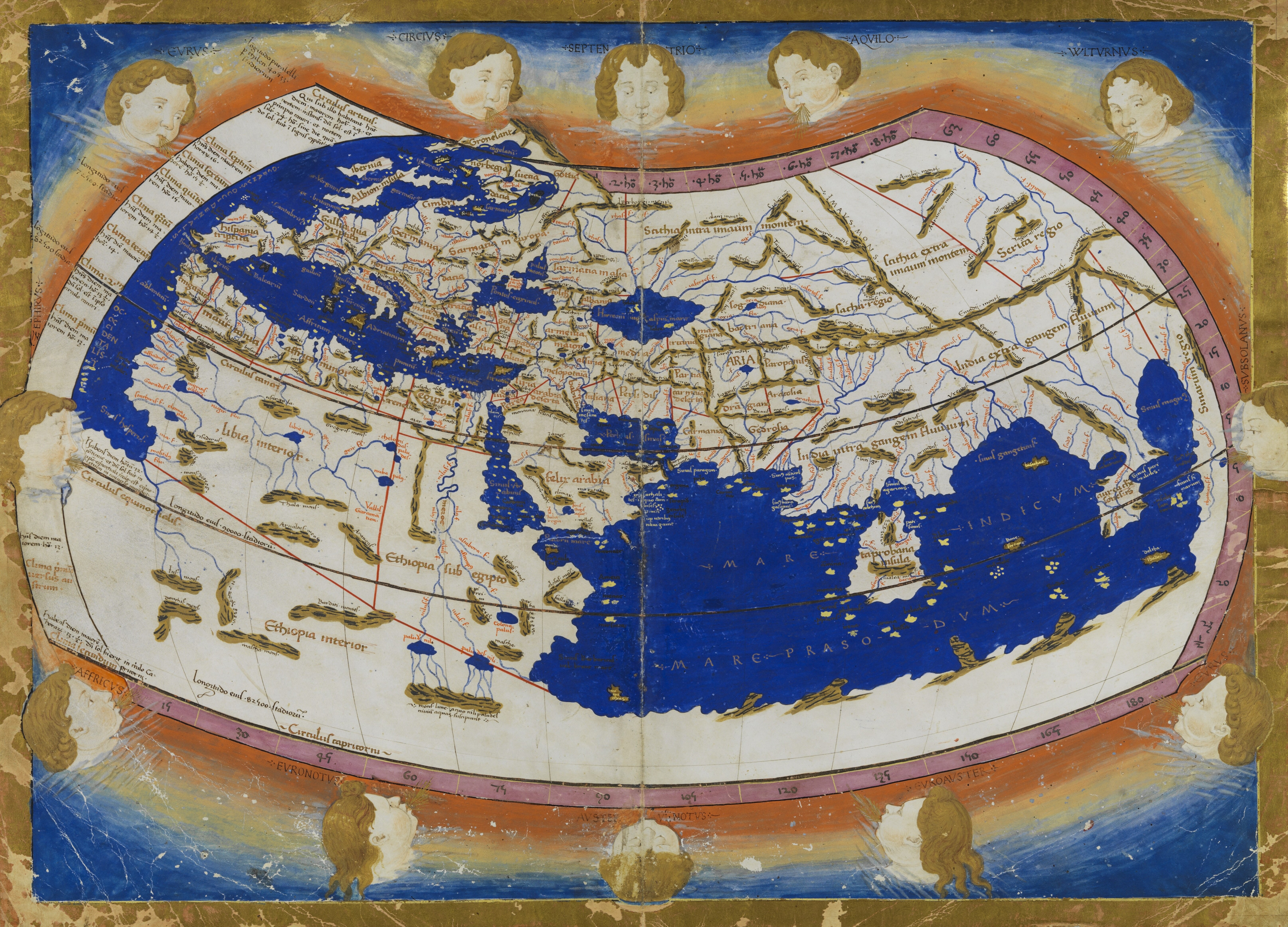
نقشهٔ جهان قدیم

جهان قدیم (به انگلیسی: Old World) واژه‌ای است که در غرب برای اشاره به آفریقا و اروپا و آسیا (آفرو اوراسیا) یا نیم‌کرهٔ شرقی و در مجموع مناطقی که اروپائیان تا پیش از عصر اکتشافات می‌شناختند گفته می‌شود و در مقابل جهان جدید (قاره آمریکا و اقیانوسیه) قرار می‌گیرد.
جهان قدیم تقریباً هم‌مرز با نیم‌کرهٔ شرقی است؛ با این حال بخش‌هایی از اروپا و آفریقا که در نیم‌کرهٔ غربی جای دارند هنوز هم به عنوان بخشی از جهان قدیم در نظر گرفته می‌شوند و این در حالی است که کشورهای اقیانوسیه در نیم‌کرهٔ شرقی مانند استرالیا و نیوزیلند (به عنوان جزئی از جهان قدیم) در نظر گرفته نمی‌شوند.

## جستارهای وابسته

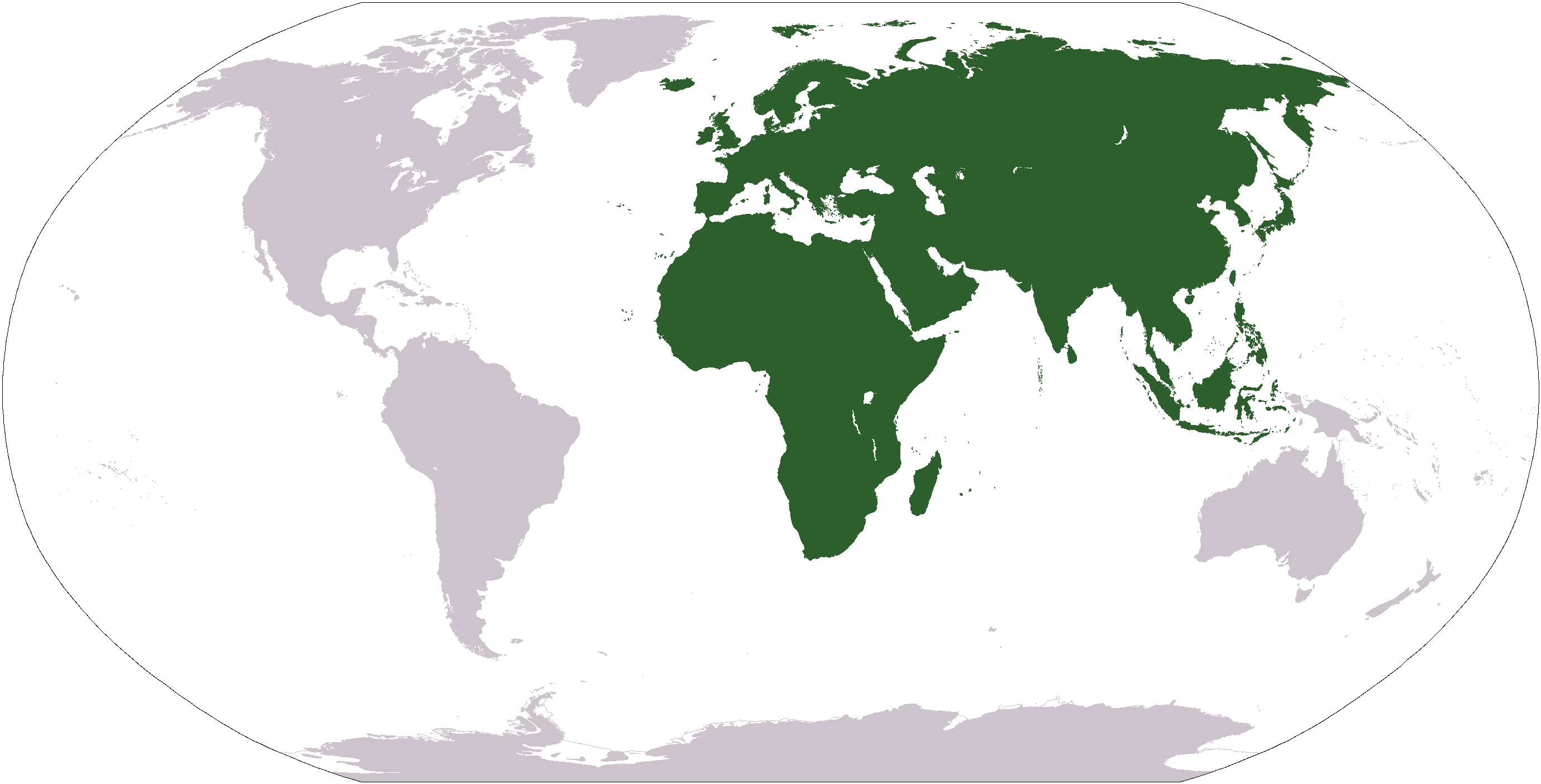